# 申埃肯
申埃肯是德国莱茵兰-普法尔茨州的一个市镇。总面积13.36平方公里，总人口1501人，其中男性739人，女性762人（2011年12月31日），人口密度112人/平方公里。